# Nomia ardjuna
Nomia ardjuna är en biart som beskrevs av Cockerell 1911. Nomia ardjuna ingår i släktet Nomia och familjen vägbin. Inga underarter finns listade i Catalogue of Life.